# جناح (مركبة)

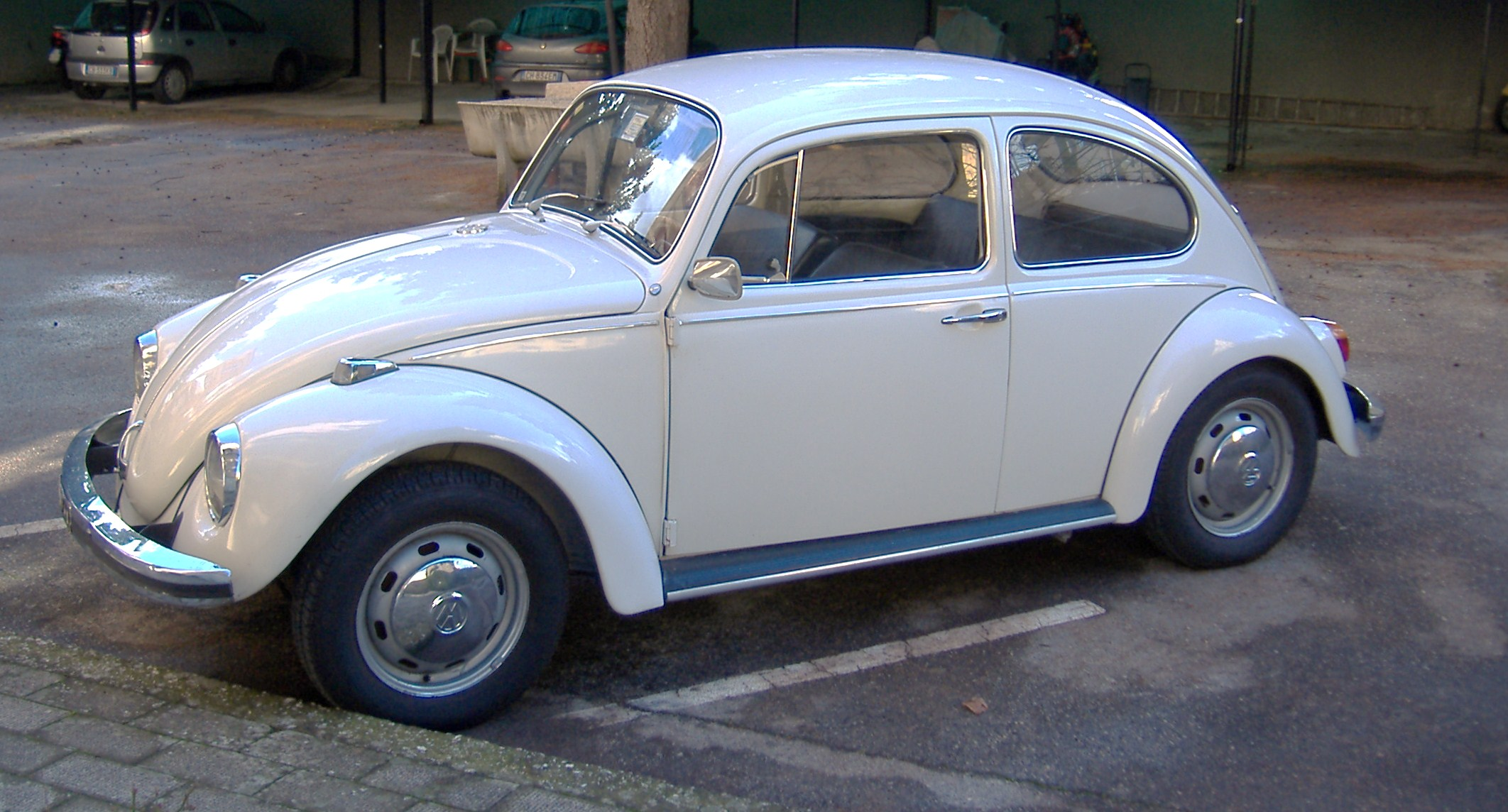
الجناح الأمامي والخلفي لسيارة فولكس فاجن بيتل.

الجناح  (ملاحظة 1) هو جزء من الهيكل الخارجي للمركبات مثل السيارات أو الدراجات النارية وغيرها، والذي يغطي العجلات الأمامية والخلفية.
تعمل الأجنحة على حماية المحيط، وخاصة المشاة أو المارة، من الرمل أو الحصى أو السوائل الموجودة في الطريق أثناء دوران عجلة المركبة عليها.